# Bara (district)

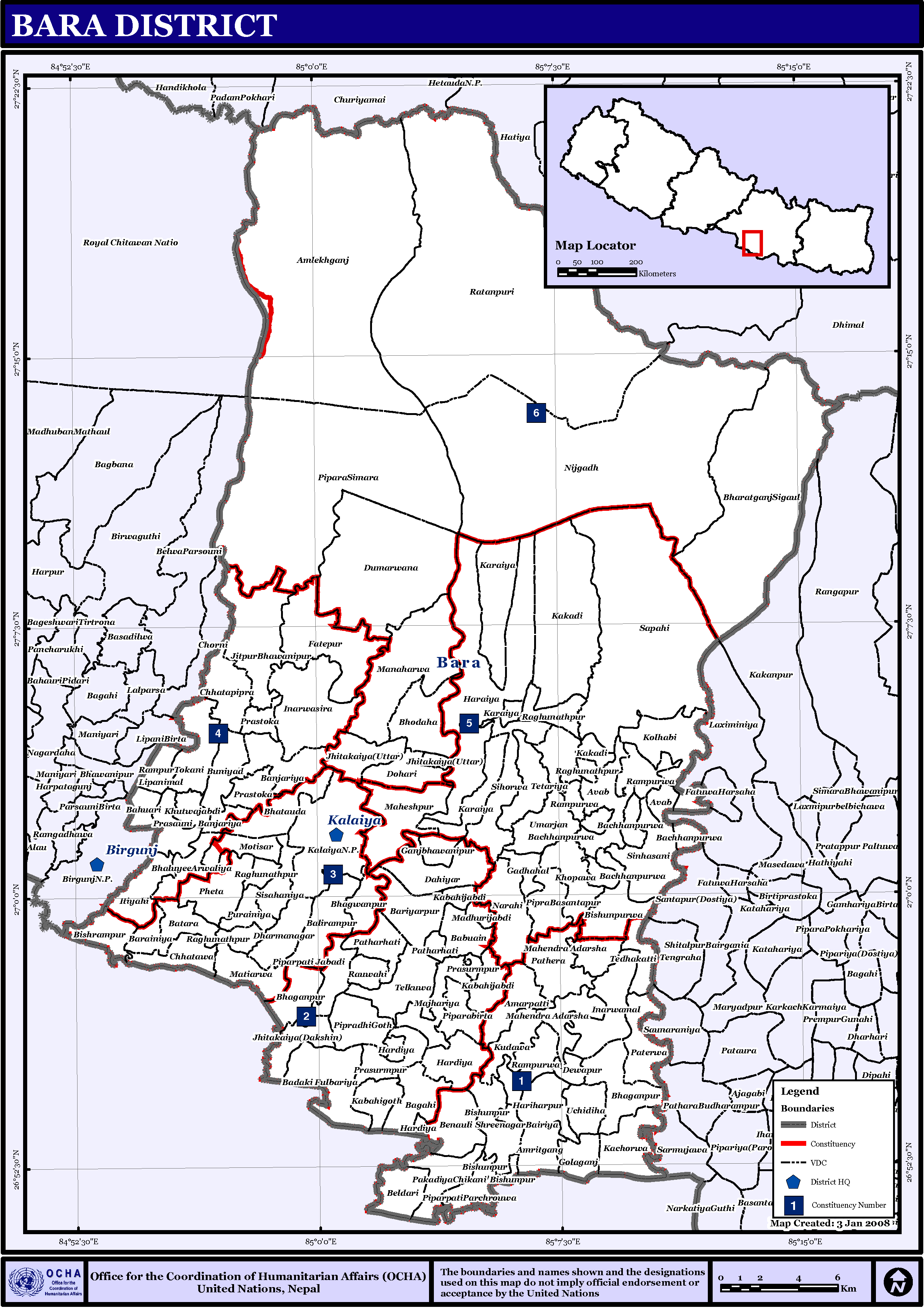
Kaart van Bara

Bara (Nepalees: बारा) is een van de 75 districten van Nepal. Het district is gelegen in de bestuurlijke zone Narayani en de hoofdstad is Kalaiya.

## Stedenendorpscommissies[2][3]
- Stad: Nepalees: nagarpalika of N.P.; Engels: municipality;
- Dorpscommissie: Nepalees: gāu bikās samiti; Engels: village development committee of VDC.

- Steden (1): Kalaiya.
- Dorpscommissies (98): Amarpati) (of: Amarpatti), Amlekhganj (of: Amlekhgang), Amritgang (of: Amritganj), Avab (of: Amab, of: Amaw), Babuain, Bachhanpurwa, Badaki Fulbariya (of: Badka Phulbariya), Bagahi , Bahuari, Balirampur, Banauli, Bandhuwan (of: Baghawan), Banjariya , Barainiya, Bariyarpur , Basatapur  (of: Basatpur), Batara, Beldari, Bhagwanpur  (of: Bhagawanpur), Bhaluyee Arwaliya (of: Bhaluhi Bharbaliya), Bharatganj Sigaul (of: Bharatganj Sinaul), Bhatauda, Bhodaha, Bishrampur , Bishunpur , Bishunpurwa, Buniyad, Chhata Pipra (of: Chhatapipra), Chhatawa, Dahiyar, Dewapur, Dharma Nagar (of: Dharamnagar), Dohari, Dumarwana, Fattepur (of: Phattepur), Gadhahal (of: Gadhal), Ganja Bhawanipur (of: Ganj Bhawanipur, of: Ganjbhawanipur), Golaganj (of: Golganj), Haraiya, Hardiya , Hariharpur , Inarwamal (of: Inarwa Mai), Inarwasira, Itiyahi, Jhitakaiya (Dakshin), Jhitakaiya (Uttar), Jitpur Bhawanipur, Kabahigoth (of: Kawahigoth), Kabahijabdi, Kachorwa, Kakadi, Karaiya, Khopawa, Khutwajabdi, Kolhabi (of: Kolbi), Kudawa, Laxmipur Kotwali, Lipanimal, Madhurijabdi, Mahendra Adarsha, Maheshpur , Majhariya, Manaharwa, Matiarwa, Motisar, Narahi, Nijgadh, Pakadiya Chikani, Paterwa , Pathara, Patharhati (of: Patharhatti), Pheta, Pipara Simara (of: Pipra Simara), Piparabirta, Piparapati Parchrouwa (of: Piparpati Parchrouwa), Piparpati Jabdi (of: Paparpati Jabdi), Pipra Basantapur, Pipradhi Goth, Prasauni, Prasona (of: Prasauna), Prastoka, Prasurmpur  (of: Prasurampur), Purainiya, Raghunathpur , Rampur Tokani (of: Rampur (Tokani)), Rampurwa, Ratanpuri, Rauwahi, Sapahi , Shreenagar Bairiya (of: Shrinagar Bairiya), Sihorwa, Sinhasani (of: Simhasani), Sisahaniya , Tedhakatti, Telkuwa, Tetariya , Uchindiha (of: Uchidih), Umarjan (of: Umajan).

Achham · 
Arghakhanchi · 
Baglung · 
Baitadi · 
Bajhang · 
Bajura · 
Banke · 
Bara · 
Bardiya · 
Bhaktapur · 
Bhojpur · 
Chitwan · 
Dadeldhura · 
Dailekh · 
Dang · 
Darchula · 
Dhading · 
Dhankuta · 
Dhanusa · 
Dolkha · 
Dolpa · 
Doti · 
Gorkha · 
Gulmi · 
Humla · 
Ilam · 
Jajarkot · 
Jhapa · 
Jumla · 
Kailali · 
Kalikot · 
Kanchanpur · 
Kapilvastu · 
Kaski · 
Kathmandu · 
Kavrepalanchok · 
Khotang · 
Lalitpur · 
Lamjung · 
Mahottari · 
Makwanpur · 
Manang · 
Morang · 
Mugu · 
Mustang · 
Myagdi · 
Nawalparasi · 
Nuwakot · 
Okhaldhunga · 
Palpa · 
Panchthar · 
Parbat · 
Parsa · 
Pyuthan · 
Ramechhap · 
Rasuwa · 
Rautahat · 
Rolpa · 
Rukum · 
Rupandehi · 
Salyan · 
Sankhuwasabha · 
Saptari · 
Sarlahi · 
Sindhuli · 
Sindhulpalchok · 
Siraha · 
Solukhumbu · 
Sunsari · 
Surkhet · 
Syangja · 
Tanahu · 
Taplejung · 
Terhathum · 
Udayapur